# سارگیس آبوویان (کشاورز)
سارگیس آبوویان (ارمنی: Սարգիս Աբովյան؛ انگلیسی: Sargis Abovian؛ زادهٔ ۲ ژانویهٔ ۱۸۶۹ - درگذشته ۲۱ ژوئن ۱۹۴۲) یک کشاورز و سیاستمدار اهل ارمنستان است که از تاریخ ۷ اوت ۱۹۲۲ تا تاریخ ۲۳ ژانویه ۱۹۲۳ سمت وزیر فرهنگ ارمنستان شوروی را برعهده داشت. Armenian dairy-farming specialist

## زندگی‌نامه
در ۲ ژانویهٔ ۱۸۶۹ در جلال‌اوغلی به دنیا آمد و از مدرسه نرسیسیان و دانشگاه لایپزیگ فارغ‌التحصیل شد. وی در مدرسه دخترانه گایانیان، دانشگاه دولتی ایروان و دانشگاه ملی علوم کشاورزی ارمنستان فعالیت می‌کرد. وی در ۲۱ ژوئن ۱۹۴۲ در سن ۷۳ سالگی در ایروان درگذشت.

## یادداشت
1. ↑  director of Armenian agricultural state institute
2. ↑  գյուղատնտեսական գիտությունների դոկտոր